# Circle of Dead Children
Circle of Dead Children is een deathgrind-band, opgericht op 24 oktober 1998 in Pittsburgh, Pennsylvania. Na een titelloze demo in 1998, tekende Circle of Dead Children een contract bij Willowtip Records om hun eerste volledige album Starving the Vultures uit te brengen, dat zowel de demonummers als een aantal nieuwe bevatte. Sindsdien werd Circle of Dead Children gecontracteerd bij S.O.A. Records, Robodog Records (nu Robotic Empire genoemd), Necropolis Records, Deathvomit Records, Martyr Music Group, Earache Records, Displeased Records en Candlelight Records. Ze zijn momenteel opnieuw gecontracteerd bij Willowtip en hebben bij verschillende gelegenheden deals van grotere labels doorgegeven. Sinds het debuut heeft de band talloze bezettingswijzigingen ondergaan en slechts een van de oorspronkelijke leden, Joe Horvath, is nog over.

## Bezetting
Huidige bezetting
- Joe Horvath (zang, 1998–heden)
- Drew Haritan (basgitaar, 2005–2011, gitaar, 2011-heden)
- Brooks (basgitaar, 2011–heden)
- Matt Francis (drums, 2007–heden)

Voormalige leden
- Jason Andrews (gitaar, 1998–2011)
- Dave Good (basgitaar, 1998–2000)
- Jon Kubacka (gitaar, 1998–2001)
- Jon Miciolek (drums, 1998–2001)
- Mike Rosswog (drums, 2001–2003)
- Alf Kooser (basgitaar, 2000–2002, 2004)
- Mike Bartek (drums, 2004–2006)

## Geschiedenis
Circle of Dead Children is ontstaan nadat Joe Horvath en de vorige band .blackwel. van Jason Andrews uit elkaar was gegaan. Ze voegden zich bij John Kubacka, David Good en Jon Miciolek, die destijds in verschillende punkbands speelden. Na hun tiende repetitie namen ze hun eerste en enige titelloze democassette op. De band richtte zich de eerste paar jaar op het spelen in de omgeving van Pittsburgh. Bij elk van de liveconcerten in de eerste paar jaar had zanger Joe Horvath zich toegelegd op zelfverdediging en bloedvergieten, wat de schokwaarde nog groter maakte.
Na hun tiende repetitie in 1998 financierde Circle of Dead Children zelf een titelloze democassette, die werd verkocht en vervolgens uitverkocht tijdens hun eerste twee liveshows. Er werden honderd exemplaren gemaakt voor verspreiding. De demo bevatte vier nummers en had een totale speelduur van slechts 5:45.

### Starving The Vultures
Kort na het uitbrengen van een democassette tekende Circle of Dead Children een contract met Willowtip Records en ontwikkelde hun eerste album Starving the Vultures. Het bevatte de vier nummers van hun democassette naast nog tien nummers. Ze namen deze publicatie op met Todd Doehring in een geïmproviseerde studio in een nu onbewoonbaar (en nu afgebroken) gigantisch magazijngebouw, genaamd Plus/Minus Studios in Pittsburgh. Todd had in die tijd weinig ervaring met het opnemen van deathmetal en had voornamelijk jazz- en avant-garde groepen/bands opgenomen/geproduceerd. Veel interessante discussies tussen Joe Horvath en Todd Doehring hebben geresulteerd in een fantastische opname die waarschijnlijk de tand des tijds zal doorstaan als mogelijk de beste metal (deathgrind) uit Pittsburgh. Het album werd in 1998 uitgebracht op compact disc via Willowtip Records. Een limited edition vinyl lp-versie met een persing van 500 stuks werd uitgebracht via het Italiaanse platenlabel S.O.A. Records en is allang uitverkocht. Het album kreeg positieve recensies en prees de unieke benadering van extreme metal van de band. De veertien nummers hebben een totale speelduur van 24:18.

### Exotic Sense Decay[EP]
In 1999 werd Circle of Dead Children oorspronkelijk benaderd om een split 10"-plaat te maken met de metalband Maharahj uit Ontario. Binnen twee en een halve week had CODC 7 nummers geschreven en opgenomen voor de voorgestelde publicatie. Het werd opgenomen in de Plus/Minus Studios in Pittsburgh met Todd Doehring. De band nam op met alle lichten uit en slechts een paar theekaarsen brandden en waren verspreid door het magazijn. Na verschillende tegenslagen met de andere band en het voorgestelde platenlabel nam Circle of Dead Children de beslissing om de nummers als cd-ep uit te brengen bij Willowtip Records. Ze brachten de nummers ook uit op een gelimiteerde 7" picture disc-plaat bij Robodog Records, met een persing van 500 exemplaren. Elke kant van de picture disc bevatte unieke kunstwerken. Zanger Joe Horvath schilderde de kunst die de albumhoes voor deze publicatie werd, nadat hij moeite had om geschikt artwork te vinden dat ze in opdracht konden geven. Deze publicatie bevatte zeven nummers en had een totale speelduur van 12:19. Hij noemde het stuk The Cost of Impatience. Na het uitbrengen van Exotic Sense Decay nam CODC afscheid van de oorspronkelijke bassist David Good. 

### The Genocide Machine
Na het succes van Starving the Vultures en Exotic Sense Decay werd Circle of Dead Children benaderd en kreeg platencontracten aangeboden van verschillende grotere metallabels. Nadat een aantal van de grotere contractaanbiedingen was afgewezen, besloot CODC een contract te ondertekenen met het nieuw opgerichte dochterlabel Deathvomit Records van Necropolis Records. Ze rekruteerden vriend en voormalig bandlid van Joe Horvath en Jason Andrews, Alf Kooser om basgitaar te spelen. De publicatie was de laatste die de band opnam in het oude magazijn van Plus/Minus Studios. Het werd opgenomen in het holst van de winter, terwijl de temperatuur buiten enkele cijfers lager lag en niet veel hoger in het verweerde, bijna vervallen magazijn waar Plus/Minus Studios was gevestigd. Het album bevatte zeventien nummers, waarvan vier allemaal elektronische, industrieel beïnvloede noise-nummers, waarvan er twee de zang van Horvath bevatten. Het afsluitende nummer Ctrl * Alt * Delete is een traag nummer dat wordt benadrukt door een griezelige gesproken woordverklaring over wat de band ziet als de genocidemachine. Artwork is gemaakt door Michael en Mark Riddick.
The Genocide Machine was in de eerste maand van zijn publicatie uitverkocht van zijn 3.500 persingen en ontving talloze lof en onderscheidingen, evenals plaats #9 in de hardrock-hitlijsten van College Music Journal, de hoogste die alle Necropolis Records-bands hadden vergaard op dat moment. Circle of Dead Children begon aan een tournee met de Californische grindcore-pioniers Phobia ter ondersteuning van The Genocide Machine. De relatie tussen Circle of Dead Children en Necropolis Records verzuurde snel, nadat het label de band niet kon schadeloosstellen voor de opnamekosten. Circle of Dead Children beëindigde hun contract met Necropolis Records/Deathvomit Records en gaf opdracht om verdere persingen van the Genocide Machine te beëindigen. Bootleg-kopieën van The Genocide Machine zijn over de hele wereld ontdekt. Willowtip Records heeft The Genocide Machine uitgebracht op een vinyl lp in beperkte oplage, verpakt in een zilveren statische zak. Er was een oplage van 1000, met 250 met de hand genummerde exemplaren beschikbaar op transparant blauw vinyl met verschillende, maar complementaire kunstwerken. Dit album heeft een totale speelduur van 28:44. Na het uitbrengen ging CODC uit elkaar met gitarist Jon Kubacka, bassist Alf Kooser en de oorspronkelijke drummer Jon Miciolek.

### Human Harvest
In 2003 bracht Circle of Dead Children Human Harvest uit met slechts drie leden. Dit was hun eerste en enige publicatie zonder bassist. Drummer Mike Rosswog hielp CODC te voorzien van een sneller en intenser geluidselement dat sindsdien op zijn plaats is gebleven. Human Harvest werd opgenomen in Austin Enterprise, Massachusetts, met Steve Austin, oprichter van Today is the Day. Circle of Dead Children ging akkoord met een eenmalige licentieovereenkomst voor Human Harvest met Martyr Music Group in Amerika en Displeased Records voor Europa en Azië. Displeased Records bracht ook een vinylversie van Human Harvest uit in beperkte oplage, met verschillende maar complementaire kunstwerken. Het album kreeg veel positieve recensies en pers, vaak onder verwijzing naar het nieuwe niveau van brutaliteit en intensiteit dat te vinden is in de muziek en zang. Het artwerk is gedaan door Mark Riddick. Het laatste nummer Alkaline bevat een bonusnummer van 9:07, dat eigenlijk deel uitmaakt van een vocaal segment van het vertraagde nummer Mother Pig. Dit album bevat 19 nummers en heeft een totale speelduur van 32:01. Na het uitbrengen nam CODC afscheid van drummer Mike Rosswog.

### Zero Comfort Margin
Na Zero Comfort Margin, uitgebracht in 2005, volgde een onderbreking van meer dan een jaar, waarin CODC voormalig Sadis Euphoria-drummer Mike Bartek en voormalig Sadis Euphoria-gitarist Drew Haritan aan de bezetting toevoegde. Drew speelde basgitaar. De band werd door technicus/producent Steve Austin bij hem thuis uitgenodigd om op te nemen, wat in eerste instantie bedoeld was als demonummers, voordat hun nieuwe drummer een polsoperatie moest ondergaan, die de band zou terugbrengen terwijl hij herstelde. In een beruchte opnamesessie waarin Steve Austin Metal Maniacs Magazine vertelde dat hij zich nauwelijks herinnerde, nam de band 15 nummers op. Er werd besloten om de nummers als een ep uit te brengen, via Willowtip Records in Amerika en Earache Records voor Europa en Azië. Arclight Communications heeft een limited edition gatefold vinylversie uitgebracht met een persing van 500 exemplaren. Het bevatte complementaire artwork en zwart en goud of wit en goud spetterend vinyl om de sportieve kleuren van Pittsburgh te eren. Zero Comfort Margin bevatte het enige covernummer dat CODC tot nu toe heeft opgenomen, een cover van Playdumb van de lokale grindcore-band Hideous Mangleus uit 1990. Het artwork werd opnieuw voltooid door Mark Riddick. Deze publicatie bevat 15 nummers, waarvan vier elektronische noise-nummers en een totale speelduur van 20:19. Na het uitbrengen nam CODC afscheid van drummer Mike Bartek.

### Psalm of the Grand Destroyer
Voorafgaand aan het vertrek van drummer Mike Bartek in 2006 had Circle of Dead Children twaalf nieuwe nummers geschreven, maar nooit opgenomen. De band bevond zich opnieuw in een lange pauze terwijl ze op zoek waren naar een nieuwe drummer. Matt Francis, uit Binghamton, New York, werd in 2007 bij de band betrokken en verhuisde uiteindelijk naar Pittsburgh om in 2008 dichterbij te zijn. In 2009 nam de band de muziek op voor de twaalf nummers die ze eerder hadden geschreven, plus drie extra nieuwe nummers in Mr. Smalls Studio in Pittsburgh. Door ernstige ziekte en andere tegenslagen nam Joe Horvath pas enkele maanden later zijn zang voor het album op. Psalm of the Grand Destroyer werd gemasterd en geproduceerd door Scott Hull bij Visceral Sound, gevestigd in Bethesda (Maryland) en uitgebracht door Willowtip Records in Amerika en Candlelight Records voor Europa en Azië in juni 2010. Willowtip Records heeft ook een vinyl lp-persing in beperkte oplage van 500 exemplaren uitgebracht, waarvan 250 met goudspetters en 250 met rode was. Het bevatte alternatieve, maar complementaire kunstwerken van Alex Eckman-Lawn. Deze publicatie bevat vijftien nummers en heeft een totale speelduur van 31:47.

## Stijl
De band speelt over het algemeen een gevarieerde stijl van extreme metal, waarbij grindcore, death metal en crust punk worden gecombineerd met blackmetal en doommetal boventonen en sferen, die soms in het schrijven verschijnen. Bij het schrijven van songs wordt een traditioneel grindcore- en deathgrind-formaat gebruikt bij het schrijven van zeer korte nummers: zes seconden bijvoorbeeld voor het nummer White Trash Headache. Andere nummers ontwikkelen zich tot veel langere stukken: 5 minuten en 45 seconden voor bijvoorbeeld het nummer Germinate the Reaper Seed. Metal Maniacs Magazine publiceerde in 2005 een artikel geschreven door Wade Gosselin, waarin twee "moderne grind-acts" werden gekozen, die volgens hem de lat het hoogst hadden geduwd in het moderne grindcore-circuit. Het artikel was getiteld Suffocate Mediocrity/Expanding Grindcore en bevatte Circle of Dead Children en Antigama.

## Discografie
- 1998: Circle of Dead Children (demo)
- 1999: Starving the Vultures (cd: Willowtip Records, lp: S.O.A. Records)
- 2000: Exotic Sense Decay  (cd ep: Willowtip Records, 7" picture disc ep: Robotic Empire)
- 2001: The Genocide Machine (cd: Deathvomit Records, lp: Willowtip Records)
- 2003: Human Harvest (cd: Americas: Martyr Music Group, Europe and World: Displeased Records, lp: Displeased Records)
- 2005: Zero Comfort Margin (cd : Earache Records, 10" : Arclight Commincatons)
- 2010: Psalm of the Grand Destroyer (cd: Willowtip Records)